# Guido Loayza
Guido Loayza Mariaca (La Paz, Bolivia; 26 de marzo de 1944) es un ingeniero y dirigente deportivo boliviano.

## Biografía
Guido Loayza Mariaca nació el 26 de marzo de 1944 en la ciudad de La Paz. Estudió en Argentina, en la Universidad Nacional de La Plata. Está casado con Gilda Minaya Montaño y tiene dos hijos.

## Dirigente deportivo
Comenzó su carrera dirigencial en 1982 invitado por el entonces presidente del Club Bolívar Mario Mercado Vaca Guzmán. Pasó por varios cargos en el club. en 1992 fue elegido presidente de la Federación Boliviana de Fútbol (FBF) durante una gestión. En ese entonces, la selección nacional se clasificó durante las eliminatorias de 1993 al Mundial de la FIFA que se jugó un año después en Estados Unidos. A fines de 2008 fue elegido por primera vez presidente del Club Bolívar, tras lograr una sociedad con BAISA SRL, la empresa que administra el club. Su primera reelección se dio en enero de 2012.